# Frailea
Frailea este un gen de cactus globulari sau cilindrici mici, nativi din Brazilia. Anterior au fost clasificate în genul Echinocactus.

## Specii

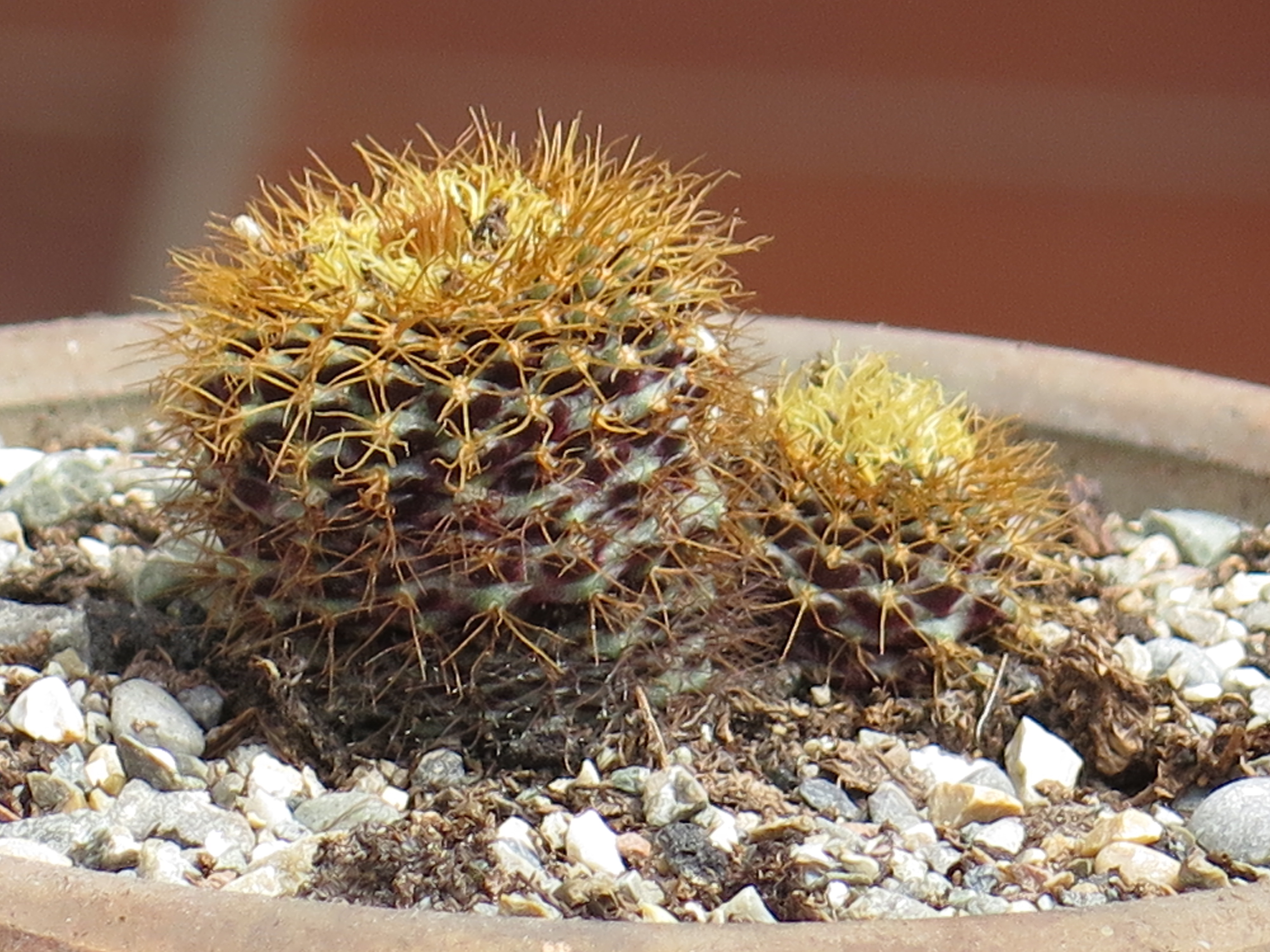
Frailea curvispina

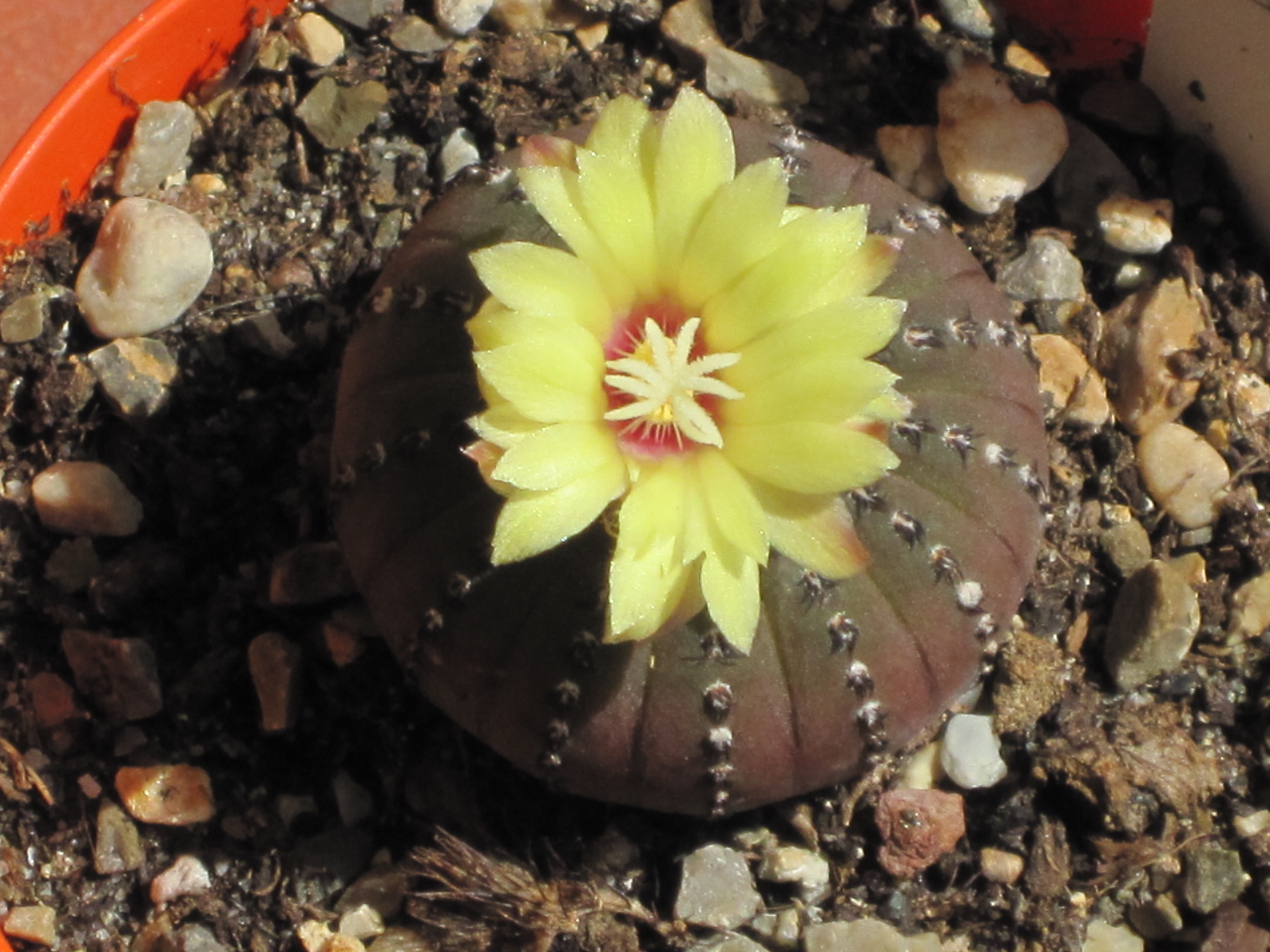
Frailea castanea

| - Frailea angelesii - Frailea buenekeri - Frailea cataphracta - Frailea fulvolanata - Frailea gracilima - Frailea grahliana | - Frailea phaeodisca - Frailea pumila - Frailea pygmaea - Frailea santaritense - Frailea stockingeri - Frailea tenuissima |